# Mission: Impossible – Utóhatás
Mission: Impossible – Utóhatás (eredeti cím: Mission: Impossible - Fallout) egy 2018-ban bemutatott amerikai akció-kémfilm, melyet Christopher McQuarrie írt és rendezett. Ez a hatodik része a Mission: Impossible filmsorozatnak, és a második film, amelyet McQuarrie rendezett a Titkos nemzet (2015) után, valamint ő az első olyan személy, aki több filmet rendezett meg a szériában. A szereplők Tom Cruise, Henry Cavill, Ving Rhames, Simon Pegg, Rebecca Ferguson, Michelle Monaghan, Sean Harris, Angela Bassett és Alec Baldwin.
Az Amerikai Egyesült Államokban 2018. július 27-én mutatta be a Paramount Pictures. Magyarországon egy héttel később szinkronizálva, augusztus 2-án az UIP-Dunafilm forgalmazásában.
A film többnyire pozitív értékeléseket kapott a kritikusoktól, melynek eredményeképpen az átlag pontszáma 8,3/10 lett. A Metacritic oldalán a film értékelése 86%, ami 59 véleményen alapszik. A Rotten Tomatoeson a Mission: Impossible – Utóhatás 97%-os minősítést kapott, 282 értékelés alapján.

## Cselekmény
Az előző részben megismert Szindikátus vezetőjét, Solomon Lane-t elfogták ugyan, de a szervezetet alkotó kiugrott ügynökök közül többen még mindig szökésben vannak, akik Apostolok néven működtetik tovább a megmaradt sejtet. Legújabb tervezett akciójukhoz több atombombát is robbantanának, amivel egy John Lark álnevű radikális terrorista bízta meg őket, csakhogy Larkot még nem látta senki. Hunt kapja a feladatot, hogy az Apostolok ne juthassanak hozzá a bombákhoz szükséges plutóniumgömbökhöz, de az akciót megzavarják és ellopják a plutóniumot. A kudarc miatt a CIA Hunt mellé rendeli August Walker különleges ügynököt a következő akcióhoz, aminek a plutónium visszaszerzése a célja. Csakhamar kiderül azonban, hogy ehhez el kell rabolni a szigorú őrizetben tartott Lane-t, mert ő a cserealap a lehetséges üzlethez, közben azonban Ilsa Faust is újra feltűnik, aki saját akcióban akarja Lane-t elkapni vagy likvidálni. A megannyi kaland során azonban arra is rá kell jönni, hogy kit takar Lark, és hogy hol akarják bevetni a bombákat, nehogy újabb nagyszabású terrorakció történjen…

## Szereposztás
| Szerep                                                                                         | Színész           | Magyar hang     |
| ---------------------------------------------------------------------------------------------- | ----------------- | --------------- |
| Ethan Hunt, IMF ügynök, aki csapatával együtt dolgozik.                                        | Tom Cruise        | Rékasi Károly   |
| August Walker, CIA bérgyilkos, aki Ethan csapatának nyomon követésével foglalkozik.            | Henry Cavill      | Welker Gábor    |
| Luther Stickell, IMF ügynök, és Ethan csapatának egyik tagja.                                  | Ving Rhames       | Bognár Tamás    |
| Benjamin "Benji" Dunn, IMF technikai ügynök, és Ethan csapatának másik tagja.                  | Simon Pegg        | Görög László    |
| Ilsa Faust, korábbi MI6-ügynök, aki csatlakozik Hunt csapatához.                               | Rebecca Ferguson  | Huszárik Kata   |
| Solomon Lane, anarchista tervező, aki a szövetséget vezeti.                                    | Sean Harris       | Kárpáti Levente |
| Erica Sloane, Hunley helyére lépő Központi Hírszerző Ügynökség új igazgatója és Walker főnöke. | Angela Bassett    | Kocsis Mariann  |
| Alan Hunley, egy korábbi CIA igazgató, aki később az új IMF titkára lett.                      | Alec Baldwin      | Csankó Zoltán   |
| Julia Meade, Ethan volt felesége.                                                              | Michelle Monaghan | Roatis Andrea   |
| Erik, Julia férje                                                                              | Wes Bentley       | Rajkai Zoltán   |
| Fehér Özvegy, egy feketepiaci fegyverkereskedő, és Max lánya az első filmből                   | Vanessa Kirby     | Mórocz Adrienn  |
| Zola, Fehér Özvegy bátyja, és elsődleges végrehajtó                                            | Frederick Schmidt | Orosz Ákos      |